# Saint-Jean-des-Mauvrets
Saint-Jean-des-Mauvrets era una comuna francesa situada en el departamento de Maine y Loira, de la región de Países del Loira, que el 15 de diciembre de 2016 pasó a ser una comuna delegada de la comuna nueva de Les Garennes-sur-Loire al fusionarse con la comuna de Juigné-sur-Loire.

## Demografía
| Gráfica de evolución demográfica de Saint-Jean-des-Mauvrets entre 1800 y 2014 |
|                                                                               |

Los datos demográficos contemplados en este gráfico de la comuna de Saint-Jean-des-Mauvrets se han cogido de 1800 a 1999 de la página francesa EHESS/Cassini, y los demás datos de la página del INSEE.